# Бозок (союз огузских племён)
Бозок или Бузук (туркм. Bozok) — средневековое огузо-туркменское объединение племен, охватившее, согласно историческому труду хивинского хана и историка Абу-ль-Гази  «Родословная туркмен», потомков трех сыновей Огуз-хана: Йылдыз-хана, Ай-хана и Гюн-хана. Часть данной племенной группы  расселилась в Малой Азии и на Ближнем Востоке в XI-XII веке. Считается, что представители родового союза Бозок являются основателями нескольких правящих династий, например Османов и Зулькадаров.

## Происхождение названия Бозок
По легенде у прародителя огузо-туркменских племён Огуз-хана от брака с небесной девой родилось три старших сына — Гюн (солнце), Ай (луна) и Йилдыз (звезда), от земной жены — ещё три сына — Кок (небо), Таг (гора) и Денгиз (море). Огуз-хан разделил между сыновьями посланные ему небом лук и стрелы. Лук, разломанный на три части, достаётся старшим сыновьям, почему их племена называются «бузук» («ломать на части»), а стрелы — младшим, племенам «учук» («три стрелы»).
По другой версии слово «Бозок» состоит из сочетания двух тюркских слов: «Боз» — серый (другое значение «сломанный») и «Ок» — стрела. Традиционно у Огузов слово Бозок обозначало — «Внешний Огуз» (туркм. Daş oguz) или «Огузы правого фланга».

## Традиционная племенная организация
Племя Огузов делилось на две племенные группы Бозок и Учок которые в свою очередь делились на двенадцать родов каждый.

### Бозок

#### Потомки Гюн Хана
- Кайи (каи) (основатели Османской династии)[10]
- Баят
- Алкаевли
- Караевли

#### Потомки Ай Хана
- Языр
- Дюгер (Токар)
- Додурга (Добурга)
- Япарлы

#### Потомки Йилдыз Хана
- Афшар (Авшар) (основатели Империи Афшаридов)
- Кызык
- Бегдили (Бейдилли)
- Каркын (Каргын)

### Учок

#### Потомки Гёк-хана
- Баяндур (основатели династии Ак-Коюнлу)
- Бечене
- Чавулдур (Човдур)
- Чепни

#### Потомки Даг-хана
- Салыр (основатели династии Караманидов и государства Салгурлу в Ираке)
- Эймур
- Алаюнтлу
- Юрегир

#### Потомки Денгиз-хана
- Игдир
- Бюгдюз
- Ивэ (Йыва) (основатели династии Кара-Коюнлу)
- Кынык (основатели Сельджукской империи)[11][12]

## История
В X веке Огузы кочевали между Аральским и Каспийским морем в западном Казахстане. Во время вторжения тюркских племен в Переднюю Азию в XI—XIII веке представители огузской племенной группы Бозок расселилась в Малой Азии.

## Топонимия
- Средневековое городище Бозок, Казахстан[14].
- Бозок — изначальное название ила Йозгат, Турция.